# Chhattiana (Punjab)
Chhattiana é uma vila no tehsil de Gidderbaha, distrito de Sri Muktsar Sahib em Punjab, na Índia.

## História
O décimo Guru Sikh, Guru Gobind Singh, veio a este lugar depois da Batalha de Muktsar (então Khidrane Dee Dhāb, agora Sri Muktsar Sahib) em 1705. Seus soldados lhe pediram seu salário, já que não foram pagos por algum tempo. Nesse meio tempo, um sikh apresentou diante do Guru com o Daswandh (1/10 ou 10% da renda) que eram as moedas de ouro. O décimo Mestre começou a distribuir essas moedas a seus soldados como salário. Os soldados ficaram muito felizes, mas um dos soldados sikhs, Bhai Daan Singh, se recusou a aceitar qualquer coisa. Quando o Guru perguntou a ele o que ele queria, então ele responde que queria o Sikhi, o batismo. O Guru satisfeito com a resposta comentou: "Você salvou a honra da fé para Malwa como Bhai Mahan Singh salvou para Majha". E então Bhai Daan Singh recebeu os ritos dos Khalsa.
Peer / Pir Sayyad Ibrahim, popularmente conhecido como Peer Brahmi ou Vehmi Peer, era um muçulmano recluso do lugar. Ele foi muito influenciado pela personalidade do décimo Mestre e Seus Sikhs e pediu ao Guru para torná-lo uma parte do Khalsa. Ele recebeu os ritos da Khalsa na mão de Bhai Maan Singh e recebeu o nome de Ajmer Singh. Mais tarde lutou muitas batalhas do lado do Guru.
Depois de pagar o exército sikh, o Guru enterrou as moedas extras no chão e nomeou o lugar como Guptsar. Depois do Guru, os aldeões tentaram pegar as moedas, mas nada foi encontrado. Hoje, um belo Gurudwara Sahib, conhecido como Gurudwara Guptsar Sahib, localizado fora (2 km) da vila, marca o local.

## Demografia
Em 2001, até à data do recenseamento, a vila teve a população total de 3.556 com 619 casas, 1.870 homens e 1.686 mulheres. Assim eram 53% de homens e 47% mulheres, com a razão de 901 mulheres por mil homens.